# Campeonato Europeu de Esportes Aquáticos de 1985
O Campeonato Europeu de Esportes Aquáticos de 1985 foi a 17ª edição do evento organizado pela Liga Europeia de Natação (LEN). A competição foi realizada entre os dias 4 e 11 de agosto de 1985 em Oslo na Noruega, e em Sófia na Bulgária. Essa foi a primeira vez em que a competição foi realizada em duas sedes distintas. 

## Medalhistas

### Natação
Masculino
| Evento          | Ouro                                                                                    | Ouro     | Prata                                                                             | Prata    | Bronze                                                                           | Bronze   |
| 100 m Livre     | Stéphan Caron · França                                                                  | 50.20    | Jörg Woithe · Alemanha Oriental                                                   | 50.38    | Stefan Volery · Suíça                                                            | 50.70    |
| 200 m Livre     | Michael Groß · Alemanha Ocidental                                                       | 1:47.95  | Sven Lodziewski · Alemanha Oriental                                               | 1:49.99  | Tommy Werner · Suécia                                                            | 1:50.04  |
| 400 m Livre     | Uwe Daßler · Alemanha Oriental                                                          | 3:51.52  | Sven Lodziewski · Alemanha Oriental                                               | 3:51.54  | Rainer Henkel · Alemanha Ocidental                                               | 3:51.79  |
| 1500 m Livre    | Uwe Daßler · Alemanha Oriental                                                          | 15:08.56 | Rainer Henkel · Alemanha Ocidental                                                | 15:10.34 | Stefan Pfeiffer · Alemanha Ocidental                                             | 15:20.67 |
| 100 m Costas    | Igor Polianski · União Soviética                                                        | 55.24    | Dirk Richter · Alemanha Oriental                                                  | 56.02    | Sergei Zabolotnov · União Soviética                                              | 56.88    |
| 200 m Costas    | Igor Polianski · União Soviética                                                        | 1:58.50  | Sergei Zabolotnov · União Soviética                                               | 2:01.88  | Frank Baltrusch · Alemanha Oriental                                              | 2:02.57  |
| 100 m Peito     | Adrian Moorhouse · Reino Unido                                                          | 1:02.99  | Rolf Beab · Alemanha Ocidental                                                    | 1:03.38  | Dmitri Volkov · União Soviética                                                  | 1:03.59  |
| 200 m Peito     | Dmitri Volkov · União Soviética                                                         | 2:19.53  | Alexandre Yokochi · Portugal                                                      | 2:19.63  | Étienne Dagon · Suíça                                                            | 2:19.69  |
| 100 m Borboleta | Michael Groß · Alemanha Ocidental                                                       | 54.02    | Andrew Jameson · Reino Unido                                                      | 54.30    | Marcel Gery · Tchecoslováquia                                                    | 54.86    |
| 200 m Borboleta | Michael Groß · Alemanha Ocidental                                                       | 1:56.65  | Benny Nielsen · Dinamarca                                                         | 1:58.80  | Frank Drost · Países Baixos                                                      | 2:00.16  |
| 200 m Medley    | Tamás Darnyi · Hungria                                                                  | 2:03.23  | Josef Hladký · Tchecoslováquia                                                    | 2:04.13  | Peter Bermel · Alemanha Ocidental                                                | 2:04.47  |
| 400 m Medley    | Tamás Darnyi · Hungria                                                                  | 4:20.70  | Vadim Yaroshchuk · União Soviética                                                | 4:21.54  | Raik Hannemann · Alemanha Oriental                                               | 4:26.33  |
| 4x100 m Livre   | Alemanha Ocidental · Alexander Schowtka · Thomas Fahrner · Dirk Korthals · Michael Groß | 3:22.18  | Alemanha Oriental · Dirk Richter · Sven Lodziewski · Lars Hinneburg · Jörg Woithe | 3:22.32  | Suécia · Tommy Werner · Michael Söderlund · Bengt Baron · Per Johansson          | 3:22.41  |
| 4x200 m Livre   | Alemanha Ocidental · Alexander Schowtka · Michael Groß · André Schadt · Thomas Fahrner  | 7:19.23  | Suécia · Anders Holmertz · Per Johansson · Michael Söderlund · Tommy Werner       | 7:25.69  | Países Baixos · Edsard Schlingemann · Hans Kroes · Patrick Dybiona · Frank Drost | 7:32.82  |
| 4x100 m Medley  | Alemanha Ocidental · Thomas Lebherz · Rolf Beab · Michael Groß · Alexander Schowtka     | 3:43.59  | Alemanha Oriental · Dirk Richter · Ingo Grzywotz · Thomas Dressler · Jörg Woithe  | 3:45.35  | Itália · Mauro Marini · Gianni Minervini · Fabrizio Rampazzo · Andrea Ceccarini  | 3:46.09  |

Feminino
| Evento          | Ouro                                                                                     | Ouro    | Prata                                                                                          | Prata   | Bronze                                                                                  | Bronze  |
| 100 m Livre     | Heike Friedrich · Alemanha Oriental                                                      | 55.71   | Manuela Stellmach · Alemanha Oriental                                                          | 55.77   | Conny van Bentum · Países Baixos                                                        | 56.33   |
| 200 m Livre     | Heike Friedrich · Alemanha Oriental                                                      | 1:59.55 | Manuela Stellmach · Alemanha Oriental                                                          | 1:59.58 | Vania Argirova · Bulgária                                                               | 2:02.62 |
| 400 m Livre     | Astrid Strauß · Alemanha Oriental                                                        | 4:09.22 | Anke Möhring · Alemanha Oriental                                                               | 4:10.55 | Elena Dendeberova · União Soviética                                                     | 4:14.44 |
| 800 m Livre     | Astrid Strauß · Alemanha Oriental                                                        | 8:32.45 | Sarah Hardcastle · Reino Unido                                                                 | 8:32.57 | Anke Möhring · Alemanha Oriental                                                        | 8:40.82 |
| 100 m Costas    | Birte Weigang · Alemanha Oriental                                                        | 1:02.16 | Kathrin Zimmermann · Alemanha Oriental                                                         | 1:02.60 | Natalia Shibayeva · União Soviética                                                     | 1:03.12 |
| 200 m Costas    | Cornelia Sirch · Alemanha Oriental                                                       | 2:10.89 | Kathrin Zimmermann · Alemanha Oriental                                                         | 2:12.43 | Jolanda de Rover · Países Baixos                                                        | 2:15.06 |
| 100 m Peito     | Sylvia Gerasch · Alemanha Oriental                                                       | 1:08.62 | Silke Hörner · Alemanha Oriental                                                               | 1:08.95 | Tania Bogomilova · Bulgária                                                             | 1:09.56 |
| 200 m Peito     | Tania Bogomilova · Bulgária                                                              | 2:28.57 | Sylvia Gerasch · Alemanha Oriental                                                             | 2:29.02 | Silke Hörner · Alemanha Oriental                                                        | 2:29.82 |
| 100 m Borboleta | Kornelia Greßler · Alemanha Oriental                                                     | 59.46   | Birte Weigang · Alemanha Oriental                                                              | 1:00.45 | Tatiana Kurnikova · União Soviética                                                     | 1:01.73 |
| 200 m Borboleta | Jacqueline Alex · Alemanha Oriental                                                      | 2:11.78 | Kornelia Greßler · Alemanha Oriental                                                           | 2:11.87 | Petra Zindler · Alemanha Ocidental                                                      | 2:14.62 |
| 200 m Medley    | Kathleen Nord · Alemanha Oriental                                                        | 2:16.06 | Sonia Blagova · Bulgária                                                                       | 2:17.35 | Susanne Börnicke · Alemanha Oriental                                                    | 2:17.95 |
| 400 m Medley    | Kathleen Nord · Alemanha Oriental                                                        | 4:47.08 | Cornelia Sirch · Alemanha Oriental                                                             | 4:48.73 | Sonia Blagova · Bulgária                                                                | 4:50.69 |
| 4x100 m Livre   | Alemanha Oriental · Astrid Strauss · Karen König · Manuela Stellmach · Heike Friedrich   | 3:44.48 | Alemanha Ocidental · Iris Zscherpe · Susanne Schuster · Christiane Pielke · Karin Seick        | 3:47.38 | Países Baixos · Conny van Bentum · Ilse Oegama · Karin Brienesse · Annemarie Verstappen | 3:48.59 |
| 4x200 m Livre   | Alemanha Oriental · Astrid Strauss · Karen König · Manuela Stellmach · Heike Friedrich   | 8:03.82 | Países Baixos · Jolande van der Meer · Ilse Oegama · Mildred Muis · Conny van Bentum           | 8:15.14 | Suécia · Suzanne Nilsson · Maria Kardum · Agneta Eriksson · Eva Nyberg                  | 8:15.15 |
| 4x100 m Medley  | Alemanha Oriental · Birte Weigang · Sylvia Gerasch · Kornelia Gressler · Heike Friedrich | 4:06.93 | União Soviética · Natalya Shibaeva · Svetlana Kuzmina · Tatyana Kurnikova · Yelena Dendeberova | 4:11.32 | Bulgária · Bistra Gospodinova · Tanya Bogomilova · Radovesta Pironkova · Vania Argirova | 4:11.92 |

### Nado sincronizado
Feminino
| Evento | Ouro                                            | Ouro    | Prata                                    | Prata   | Bronze                                     | Bronze  |
| Solo   | Carolyn Wilson · Reino Unido                    | 184.634 | Muriel Hermine · França                  | 182.467 | Alexandra Worisch · Áustria                | 180.000 |
| Dueto  | Áustria · Eva-Maria Edinger · Alexandra Worisch | 180.642 | França · Muriel Hermine · Pascale Besson | 179.133 | Reino Unido · Amanda Dodd · Carolyn Wilson | 177.767 |
| Equipe | França                                          | 171.379 | Reino Unido                              | 170.192 | Países Baixos                              | 167.787 |

### Saltos Ornamentais
Masculino
| Evento          | Ouro                              | Ouro   | Prata                             | Prata  | Bronze                           | Bronze |
| Trampolim 3 m   | Nikolai Droshin · União Soviética | 635.52 | Petar Georgiev · Bulgária         | 604.98 | Dieter Dörr · Alemanha Ocidental | 592.89 |
| Plataforma 10 m | Thomas Knuths · Alemanha Oriental | 581.46 | Albin Killat · Alemanha Ocidental | 579.63 | Domenico Rinaldo · Itália        | 561.30 |

Feminino
| Evento          | Ouro                                   | Ouro   | Prata                                   | Prata  | Bronze                           | Bronze |
| Trampolim 3 m   | Zhanna Tsirulnikova · União Soviética  | 514.32 | Irina Sidorova · União Soviética        | 476.70 | Brita Baldus · Alemanha Oriental | 471.02 |
| Plataforma 10 m | Anzhela Stasiulevich · União Soviética | 414.27 | Ramona Pätow-Wenzel · Alemanha Oriental | 400.62 | Alla Lobankina · União Soviética | 388.95 |

### Polo Aquático
| Evento    | Ouro            | Prata      | Bronze             |
| Masculino | União Soviética | Iugoslávia | Alemanha Ocidental |
| Feminino  | Países Baixos   | Hungria    | Alemanha Ocidental |

## Quadro de medalhas
| Ordem | País               | Medalha de ouro | Medalha de prata | Medalha de bronze | Total |
| ----- | ------------------ | --------------- | ---------------- | ----------------- | ----- |
| 1     | Alemanha Oriental  | 17              | 17               | 6                 | 40    |
| 2     | União Soviética    | 7               | 4                | 6                 | 17    |
| 3     | Alemanha Ocidental | 6               | 4                | 7                 | 17    |
| 4     | Reino Unido        | 2               | 3                | 1                 | 6     |
| 5     | França             | 2               | 2                | 0                 | 4     |
| 6     | Hungria            | 2               | 1                | 0                 | 3     |
| 7     | Bulgária           | 1               | 2                | 4                 | 7     |
| 8     | Países Baixos      | 1               | 1                | 6                 | 8     |
| 9     | Áustria            | 1               | 0                | 1                 | 2     |
| 10    | Suécia             | 0               | 1                | 3                 | 4     |
| 11    | Tchecoslováquia    | 0               | 1                | 1                 | 2     |
| 12    | Dinamarca          | 0               | 1                | 0                 | 1     |
| 12    | Portugal           | 0               | 1                | 0                 | 1     |
| 12    | Iugoslávia         | 0               | 1                | 0                 | 1     |
| 15    | Itália             | 0               | 0                | 2                 | 2     |
| 15    | Suíça              | 0               | 0                | 2                 | 2     |
| Total | Total              | 39              | 39               | 39                | 117   |